# 文亀
文亀（、旧字体：文󠄁龜）は、日本の元号の一つ。明応の後、永正の前。1501年から1504年までの期間を指す。この時代の天皇は後柏原天皇。室町幕府将軍は足利義澄。

## 改元
- 明応10年2月29日（ユリウス暦1501年3月18日） 後柏原天皇の代始めにより、および辛酉革命に当たるため改元
- 文亀4年2月30日（ユリウス暦1504年3月16日） 永正に改元

## 文亀期におきた出来事

### 死去
- 元年6月27日（1501年） - 柳原資綱、公家（応永26年出生）
- 元年11月18日（1501年） - 神保長誠、越中国守護代
- 2年7月30日（1502年） - 宗祇、連歌師（応永28年出生）

## 西暦との対照表
※は小の月を示す。
| 文亀元年（辛酉） | 一月      | 二月※ | 三月  | 四月※   | 五月  | 六月※ | 閏六月 | 七月  | 八月※ | 九月  | 十月   | 十一月※ | 十二月   |
| ---------------- | --------- | ----- | ----- | ------- | ----- | ----- | ------ | ----- | ----- | ----- | ------ | ------- | -------- |
| ユリウス暦       | 1501/1/19 | 2/18  | 3/19  | 4/18    | 5/17  | 6/16  | 7/15   | 8/14  | 9/13  | 10/12 | 11/11  | 12/11   | 1502/1/9 |
| 文亀二年（壬戌） | 一月※     | 二月※ | 三月  | 四月※   | 五月  | 六月※ | 七月   | 八月※ | 九月  | 十月  | 十一月 | 十二月※ |          |
| ユリウス暦       | 1502/2/8  | 3/9   | 4/7   | 5/7     | 6/5   | 7/5   | 8/3    | 9/2   | 10/1  | 10/31 | 11/30  | 12/30   |          |
| 文亀三年（癸亥） | 一月      | 二月※ | 三月※ | 四月    | 五月※ | 六月※ | 七月   | 八月  | 九月※ | 十月  | 十一月 | 十二月  |          |
| ユリウス暦       | 1503/1/28 | 2/27  | 3/28  | 4/26    | 5/26  | 6/24  | 7/23   | 8/22  | 9/21  | 10/20 | 11/19  | 12/19   |          |
| 文亀四年（甲子） | 一月※     | 二月  | 三月※ | 閏三月※ | 四月  | 五月※ | 六月※  | 七月  | 八月※ | 九月  | 十月   | 十一月  | 十二月※  |
| ユリウス暦       | 1504/1/18 | 2/16  | 3/17  | 4/15    | 5/14  | 6/13  | 7/12   | 8/10  | 9/9   | 10/8  | 11/7   | 12/7    | 1505/1/6 |